# Salatyn Asgarova
Salatyn Asgarova (en azerí Salatın Əsgərova) - (Bakú, 16 de diciembre de 1961) es una heroína nacional de Azerbaiyán, una de los periodistas muertas en la guerra de Alto Karabaj.

## Biografía
En 1979 graduó de la escuela 18 "Mikail Mushfiq" e ingresó a la Universidad Estatal de Azerbaiyán del Petróleo y la Química. Después de la graduación de la universidad Salatyn pasó a ser periodista. Su primera actividad periodística se refiere al periódico "Bakú". Más tarde ella trabajó como reportero en el periódico "Juventud de Azerbaiyán". En los años 1990-1991 ella hizo reportajes desde zonas de guerra de Alto Karabaj.

### Su muerte
El 9 de enero de 1991 Salatyn y tres personales militares murieron en la 6 km de la carretera Lachin - Shusha, al lado de aldea Galaderesi. Su automóvil estuvo en un ataque de los ejércitos armenios.
Estaba casada y tenía un hijo, Jeyhun Asgarov, que actualmente trabaja como periodista en uno de los canales de TV de Azerbaiyán.

## Memoria
- Salatyn Asgarova está enterrada en Callejón de los Mártires de Azerbaiyán.
- Según el decreto del Presidente de la República de Azerbaiyán del 6 de noviembre de 1992 Salatyn Asgarova ascendido al Héroe Nacional de Azerbaiyán.
- Una calle de Bakú lleva nombre de Salatyn Asgarova.
- Un barco en Bahía de Bakú lleva nombre de Salatyn Asgarova.
- En la pared exterior de su casa se estableció una placa conmemorativa.
- El aldea, al lado del que ella fue asesinado lleva nombre "Salatinkend".
- Fue escrito en cuento corto "Feliz Cumple, Salatin!"

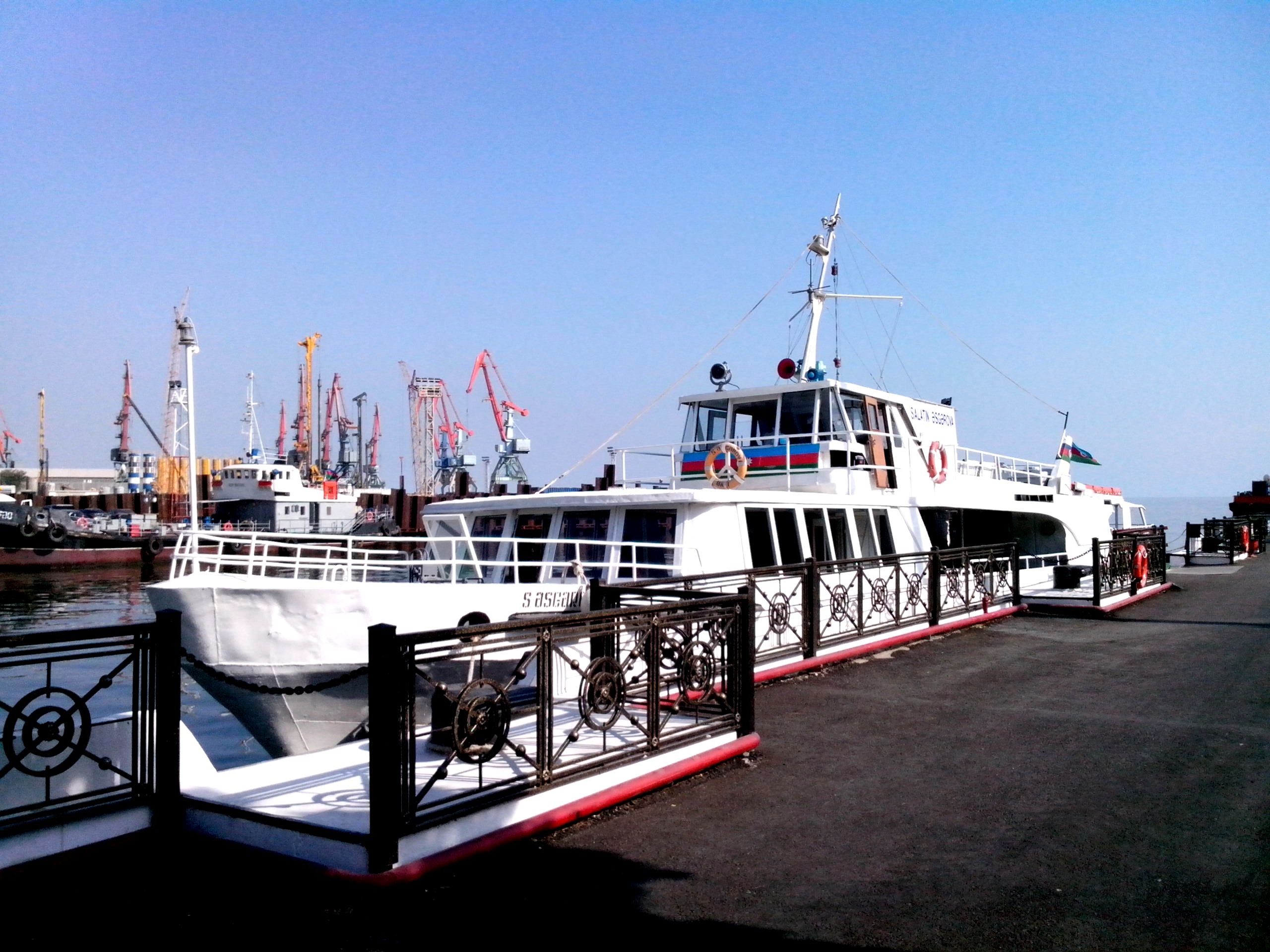
El barco del nombre de Salatin Asgarova
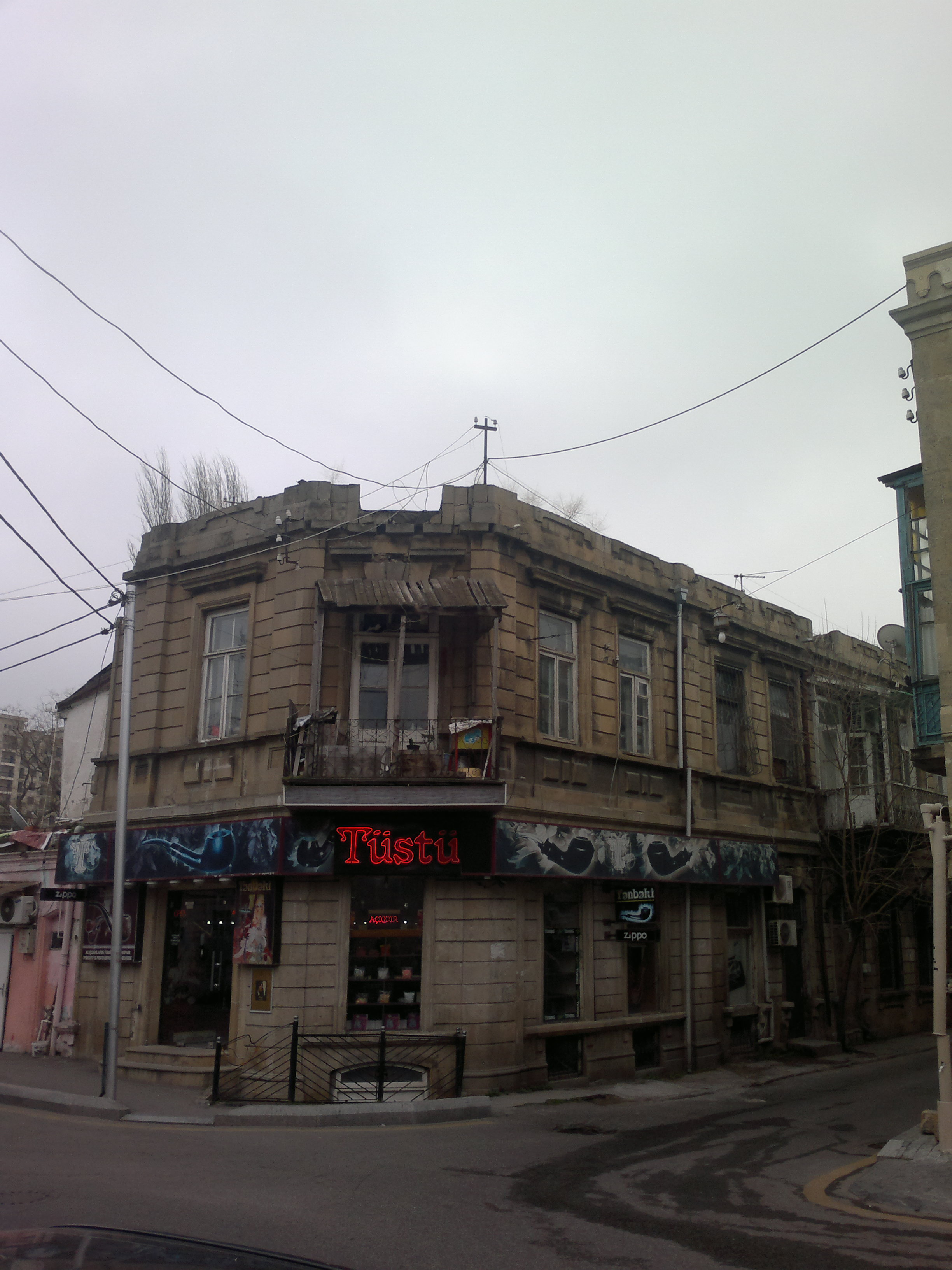
La calle Salatin Asgarova